# Armidale Airport
Armidale Airport is een luchthaven in de Australische plaats Armidale.

## Luchtvaartmaatschappijen en bestemmingen
- Qantas
  - QantasLink (Sydney)